# Суворов, Александр Адамович
Александр Адамович Суворов (30 марта 1943, Шабалина, Иркутская область — 13 января 2022, Москва) — российский политик, член Совета Федерации (2001—2002).

## Биография
Родился 30 марта 1943. Образование высшее профессиональное. Окончил Иркутский государственный университет им. А. А. Жданова. Награждён орденами Почета, Дружбы, медалями «В память 1000-летия Казани», «Ветеран труда», «За заслуги в проведении Всероссийской переписи населения». Присвоено почетное звание «Заслуженный юрист РСФСР». Награждён Почетной грамотой СФ.

### Политическая карьера
В 1997—2000 годах — полномочный представитель президента РФ в Иркутской области. С августа 2000 года занимал пост главного федерального инспектора по Томской области. С марта 2004 года по май 2012 года — член Совета Федерации ФС РФ от Томской области.